# Château de L'Isle
Pour les articles homonymes, voir château de l'Isle.
Le château de L'Isle est un château situé dans le canton de Vaud, en Suisse.

## Histoire
La seigneurie de L'Isle appartient successivement aux Cossonay puis aux Savoie avant de passer entre les mains de plusieurs familles locales dont, en 1614, Esaïe de Chandieu qui le transmet par héritage Charles de Chandieu, lieutenant général des armées de Louis XIV de France. Ce dernier avait épousé en 1685 Catherine de Gaudicher qui, selon une légende locale, aurait été très déçue de découvrir le modeste château de l'époque, simple corps de logis flanqué de deux tours rondes. Elle aurait persuadé son mari de démolir le bâtiment et d'en reconstruire un nouveau, ce qui fut effectivement fait entre 1694 et 1699 par Antoine Favre, sur des plans dressés par Jules Hardouin-Mansart,.
Le château de L'Isle reste en possession de la famille de Chandieu jusqu'à la fin du XVIIIe siècle, puis passe en 1810 au neuchâtelois François-Louis Roulet qui le transmet, par mariage, à la famille Cornaz, de Montet-Cudrefin.
Propriété de la commune depuis le 20 janvier 1877, l'édifice héberge depuis 1878 une école ainsi que l'administration communale.
Aujourd’hui, le château est inscrit comme bien culturel suisse d'importance nationale.
Le 13 juillet 1996 une fête est organisée notamment par François Reymondin pour son tricentenaire. Environ 600 personnes, dont un grand nombre habillé en costumes d'époque y ont participé.

## Description
Le château de L'Isle présente un plan en U, avec corps de logis principal et deux ailes en retour d'équerre délimitant une cour d'honneur. Le corps central abrite les anciens salons et appartements seigneuriaux, et les ailes les services et locaux secondaires.
Ce bâtiment à l'architecture élégante et sobre, avec son jardin à la française agrémenté de plusieurs bassins alimentés par la Venoge, contribue à introduire dans notre région le classicisme français, dont il est l'un des premiers exemples en Suisse romande.